# 139 Dywizja Strzelecka (ZSRR)
139 Dywizja Strzelecka (ros. 139-я стрелковая дивизия) – związek taktyczny piechoty Armii Czerwonej.
139 Dywizja Strzelecka została sformowana w sierpniu w 1939.
Wzięła udział w kampanii wrześniowej w składzie 24 Korpusu Strzeleckiego. Następnie uczestniczyła w wojnie radziecko-fińskiej.
Rozformowanie 139 Dywizji Strzeleckiej nastąpiło 28 sierpnia 1945.

## Dowódcy dywizji
- płk Nikołaj Bielajew (był w 1939)[5]
- gen. mjr Pawieł Poniedielin[4].

## Struktura organizacyjna
W 1939
- 364 pułk strzelecki
- 609 pułk strzelecki
- 718 pułk strzelecki
- 354 pułk artylerii lekkiej
- 430 samodzielny batalion czołgów
- 237 dywizjon przeciwpancerny
- ? dywizjon artylerii przeciwlotniczej
- 162 batalion rozpoznawczy
- 195 batalion saperów
- 271 batalion łączności
- 220 batalion medyczno-sanitarny
- 184 kompania przeciwchemiczna
- 120 batalion transportowy
- 137 kompania remontowa
- piekarnia polowa
- 190 szpital weterynaryjny
- 465 stacja poczty polowej